# Wildparkstadion
A Wildparkstadion egy labdarúgó stadion Németországban. Jelenleg a Karlsruher SC csapata használja, mely a Bundesliga 2 nevű másodosztályú bajnokságban játszik. Az aréna 28 762 néző befogadására képes. A létesítményt 1955. augusztus 7-én nyitották meg. A nyitómérkőzésen a kupagyőztes Karlruher SC 45 000 néző előtt játszott az 1955-ös német bajnok Rot-Weiß Essennel, az eredmény 2:2-es döntetlen lett.
A pálya méretei: 100×70 m.

## Fordítás
Ez a szócikk részben vagy egészben  a   Wildparkstadion című angol Wikipédia-szócikk fordításán alapul.  Az eredeti cikk szerkesztőit annak laptörténete sorolja fel. Ez a jelzés csupán a megfogalmazás eredetét és a szerzői jogokat jelzi, nem szolgál a cikkben szereplő információk forrásmegjelöléseként.